# Udea curvata
Udea curvata is een vlinder uit de familie van de grasmotten (Crambidae), uit de onderfamilie van de Spilomelinae. De wetenschappelijke naam van deze soort is voor het eerst voorgesteld door Dandan Zhang en Jinwei Li in een publicatie uit 2016.
De soort komt voor in Tibet.